# ويليام بي. ريد
ويليام بي. ريد (بالإنجليزية: William B. Reed)‏ هو سياسي أمريكي، ولد في 27 فبراير 1833 في الولايات المتحدة، وتوفي في 16 أكتوبر 1909. حزبياً، نشط في الحزب الديمقراطي.